# سنغ بيل (بشتكوه)
سنغ بیل (بالفارسية: سنگ بیل) هي قرية تقع في إيران في Poshtkuh Rural District. يقدر عدد سكانها بـ 0 نسمة بحسب إحصاء 2016.